# Jonas Borring
Jonas Borring, né le 4 janvier 1985 à Brejning au Danemark, est un footballeur danois, évoluant au poste de milieu gauche, bien que pouvant parfois être utilisé côté droit.

## Biographie

### Parcours en club
Jonas Borring commence sa carrière professionnelle en 2003, sous les couleurs du B 1913 Odense, dans la seconde division danoise. À la suite de la relégation du B 1913 en troisième division, il rejoint OB Odense en 2004, club relégué en seconde division pour un an. En mars 2005, il joue pour la première en première division, avec OB. En 2006, Odense termine à la troisième place du championnat danois, et à partir de ce moment-là, Borring est l'un des principaux acteurs de son équipe.
Le 21 juillet 2016, il signe un contrat de deux ans avec le club danois du FC Midtjylland. Dans cet accord, l'attaquant costaricien Marco Ureña fait le chemin inverse en signant au Brøndby IF.
Le 9 janvier 2018, Jonas Borring rejoint l'AC Horsens. Il signe un contrat courant jusqu'en juin 2020.
Borring marque son premier but pour Horsens le 5 mars 2018 contre l'Aalborg BK, en championnat. Titularisé, il inscrit le but égalisateur d'une frappe lointaine.
Le 7 septembre 2019, Borring met un terme à sa carrière professionnelle, à l'âge de 34 ans.

### Parcours en sélection nationale
Borring a été appelé en sélection nationale par l'entraîneur de l'équipe danoise de football, Morten Olsen en Janvier 2007, pour les matchs non officiels du Danemark contre les États-Unis, Honduras, et El Salvador.
Il marque son premier but avec le Danemark le 11 février 2009 contre l'équipe de Grèce d'une frappe au raz de terre dans le coin en bas à droite de la cage du portier grec Alexandros Tzorvas, sur une passe de Jakob Poulsen à la 49e minute.

## Palmarès
OB Odense
- Vainqueur de la Coupe du Danemark (1) : 2007